# Chevrolet Lumina APV
Chevrolet Lumina APV — американський мінівен, який випускався компанією General Motors з 1990 по 1996 рік. в 1994 році приставка «APV» була прибрана з назви автомобіля. Дана модель також відома як Lumina або Lumina Minivan. Крім того, автомобіль повністю ідентичний з Pontiac Trans Sport і Oldsmobile Silhouette. У лінійці автомобілів Chevrolet дана модель розташовувалася між задньопривідними Astro і Chevy Van.

## Опис

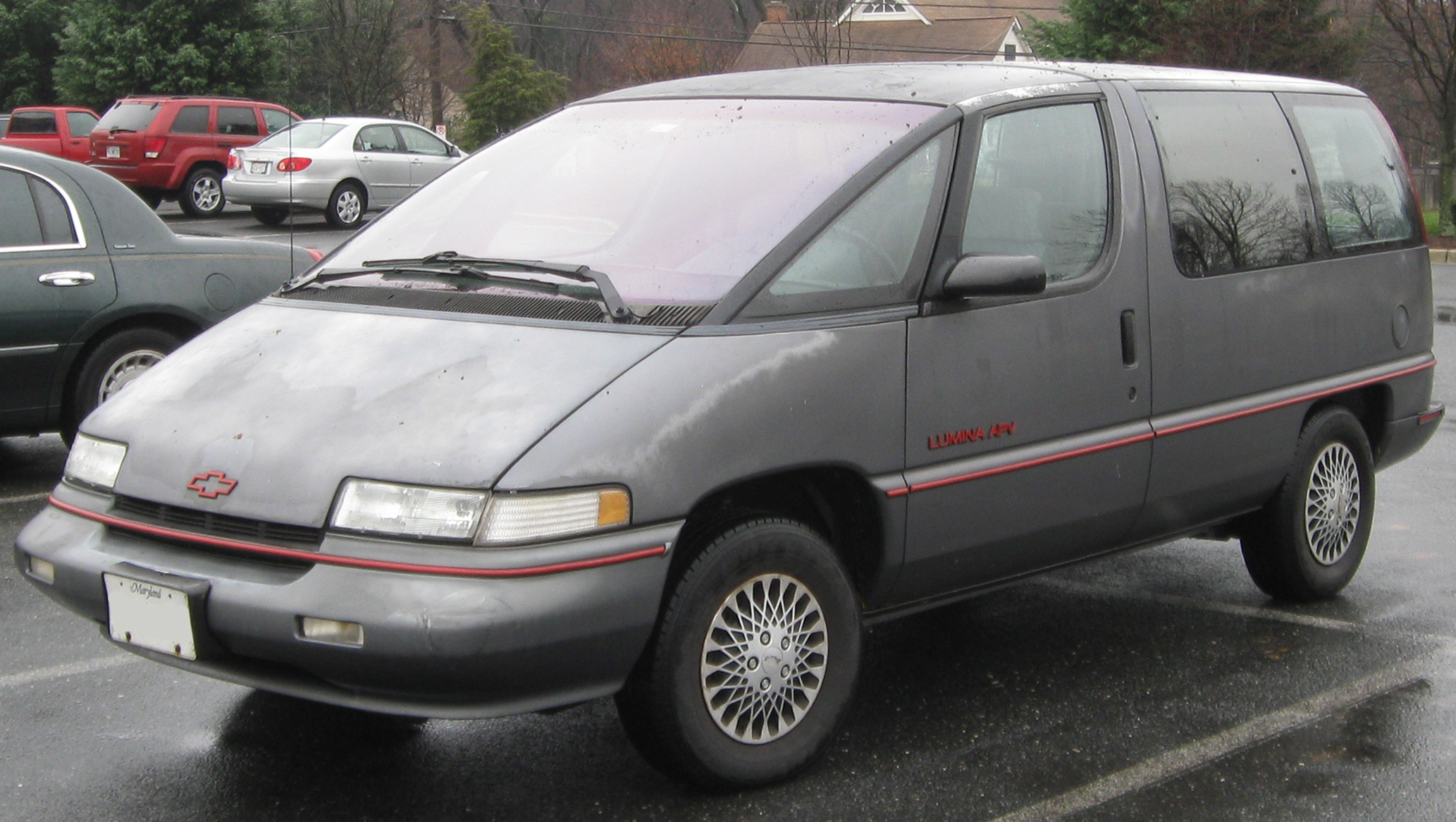
Chevrolet Lumina APV (1990-1994)

Першими спробами створити мінівен у General Motors для конкуренції Dodge Caravan і Plymouth Voyager були Chevrolet Astro і його клон GMC Safari. Всі ці спроби завершилися провалом і повної домінацією компанії Chrysler на ринки мінівенів в кінці 1980-х років. Тому була зроблена чергова спроба — створити новий мінівен.

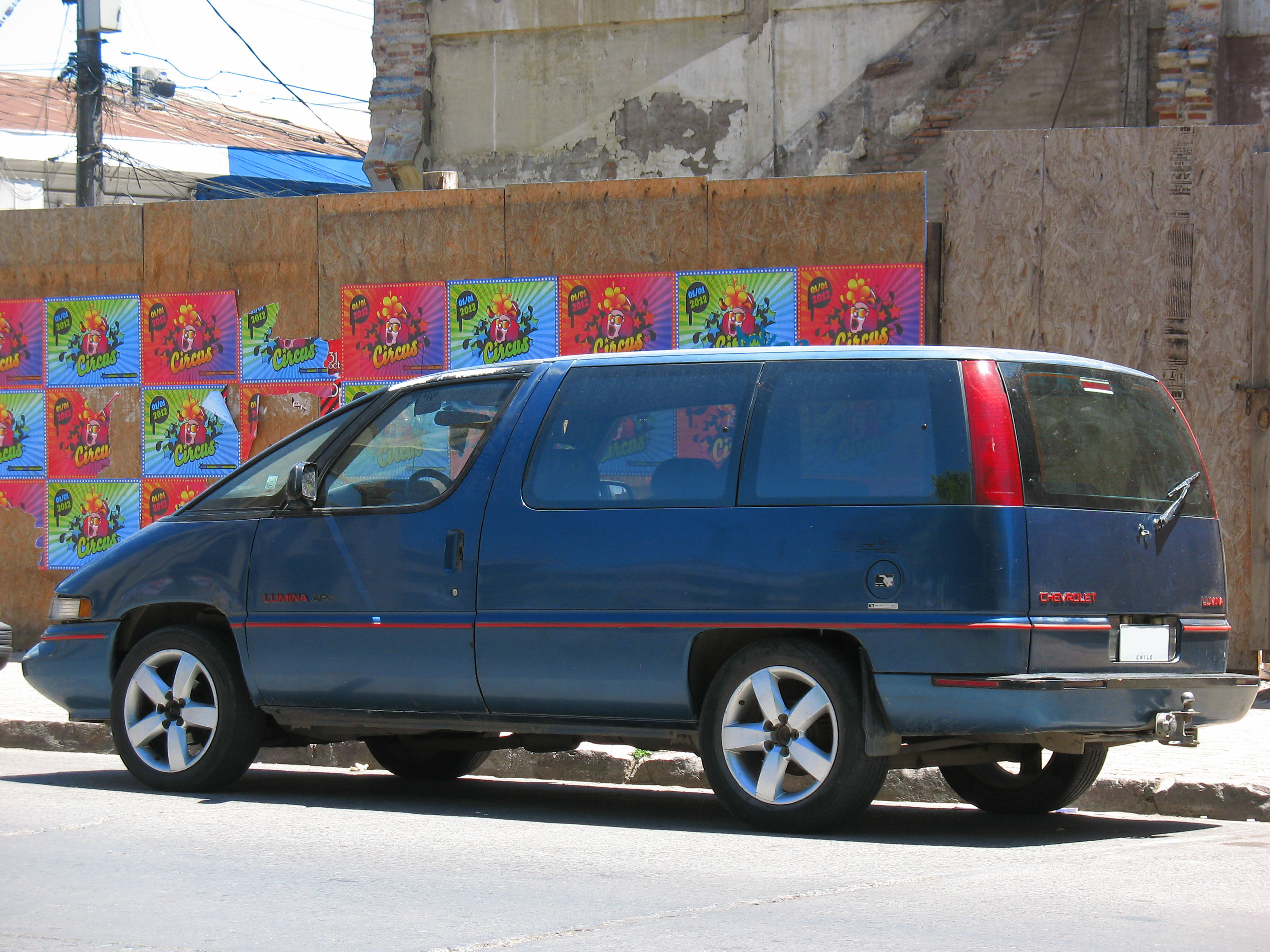
Chevrolet Lumina APV (1990-1994)

Lumina APV була представлена як частина лінійки під назвою Chevrolet Lumina, яка також включала в себе Chevrolet Lumina, Lumina Coupe, Lumina Euro Coupe, Lumina Z34 Coupe, Lumina Sedan, Lumina Euro Sedan і Lumina APV Minivan. Назва «APV» розшифровується як «All Purpose Vehicle» (Авто для всіх можливостей). Автомобіль був універсальний транспортний засіб з багатьма інноваційними особливостями і, крім того, незвичайним дизайном, які запали в пам'ять багатьом потенційним покупцям мінівенів. В результаті цього споживачі були збентежені і задавалися питанням, як це два різних автомобіля мали одну і ту ж назву.

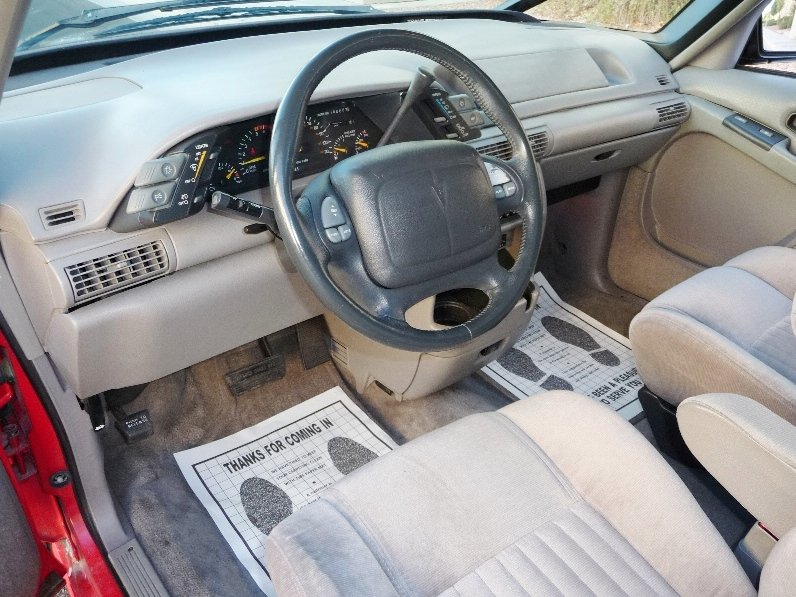

У стандартну комплектацію автомобіля входять:
- кондиціонер,
- FM/AM радіо,
- антиблокувальну систему гальм,
- подвійну подушку безпеки,
- сталеві бічні накладки,
- протитуманні фари,
- збільшені дзеркала,
- ліхтарі денного світла[1].

Даний автомобіль побудований на платформі GM U. Наступником Lumina APV став Chevrolet Venture.

## Двигуни
- 3.1 л PSA Renault PRV V6
- 3.4 л LA1 V6
- 3.8 л L27 V6